# Playa de La Barraca Quemada
La playa de la Barraca Quemada está situada en el parque regional de las Salinas y Arenales de San Pedro del Pinatar es una playa española abierta al Mediterráneo.
Se trata de una de las playas de La Llana, situada entre las otras dos. Se puede acceder atravesando la playa de las Salinas partiendo de los aparcamientos del puerto. Una de sus características es la existencia de un grupo de palmeras próximas a la playa.